# Edwards Air Force Base
Pour les articles homonymes, voir EDW.
La base Edwards (en anglais : Edwards Air Force Base) est une base aérienne de l'armée de l'air américaine (code IATA : EDW • code OACI : KEDW) située dans le désert des Mojaves en Californie, dans le comté de Kern.
Elle héberge plusieurs organisations dont un centre de recherche sur les fusées de l'Armée de l'Air et le Dryden Flight Research Center, un des centres de recherche aéronautique de la NASA. De nombreux prototypes ont été testés en vol à Edwards, notamment les différents modèles de corps portant (lifting body), le X-15 et la navette spatiale américaine. La base servait de piste d'atterrissage pour les navettes spatiales lors de leurs premières missions, et de piste de secours ensuite, lorsque la météo sur le Centre spatial Kennedy en Floride ne leur permettait pas de s'y poser. Les navettes qui se posaient à Edwards rejoignaient la Floride sur le dos d'un Boeing 747-100 (le Shuttle Carrier Aircraft) équipé spécialement à cet effet.
La base présente la particularité d'avoir été construite aux abords d'un lac salé asséché qui fournit une extension naturelle aux trois pistes d'atterrissage existantes.

## Histoire
- Son ancien nom est « Muroc dry lake ».

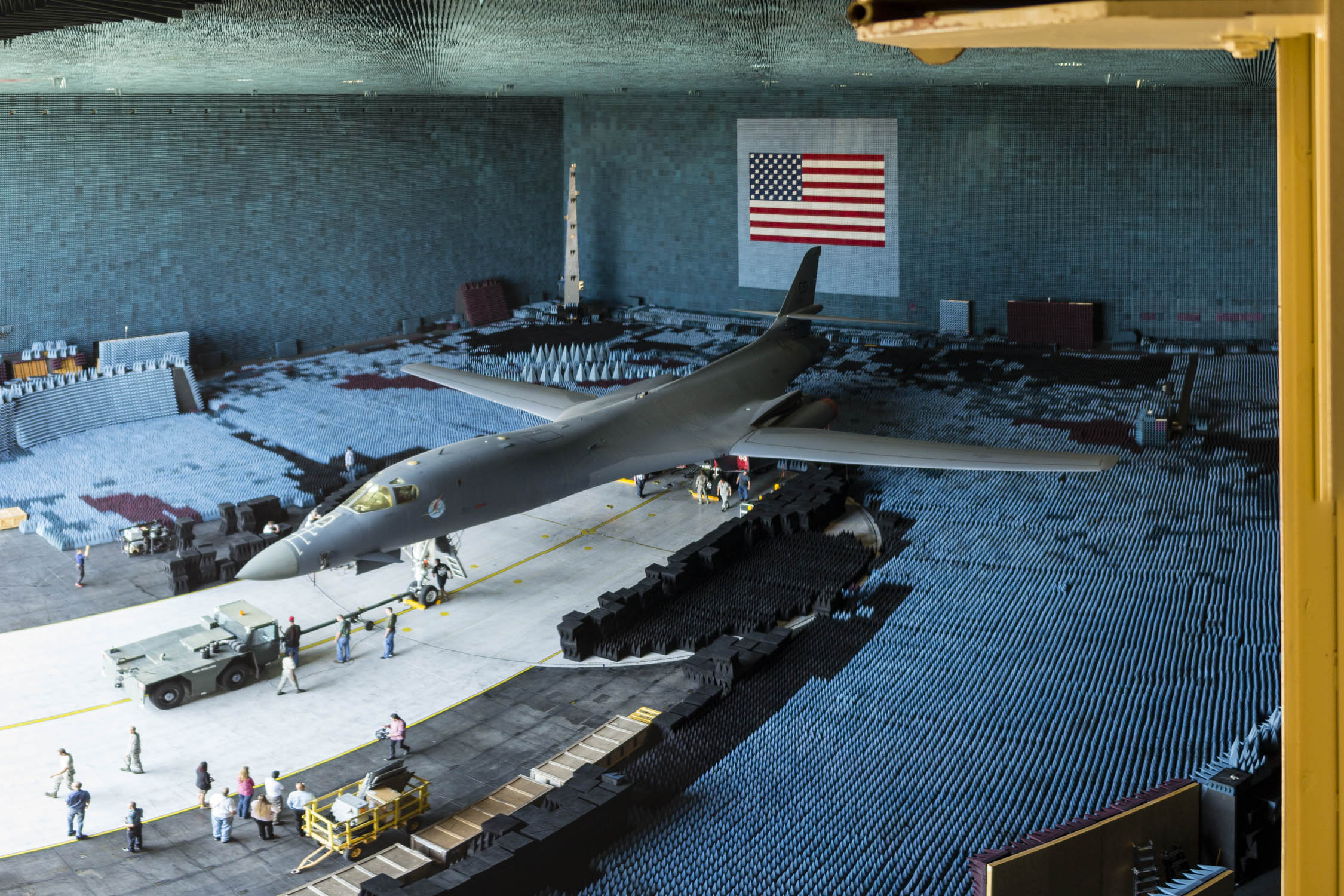
Un B-1B dans la Benefield Anechoic Facility, la plus grande chambre anéchoïque du monde.

- Le nom actuel a été donné en hommage au pilote d'essai Glen Edwards qui s'est tué en juin 1948 aux commandes d'une aile volante Northrop YB-49.
- Chuck Yeager était basé à Edwards lorsqu'il devint le premier homme à franchir le mur du son.

Le Muroc Maru, une réplique en bois et grillage d'un croiseur japonais, se trouvait non loin de cette base, entre 1943 et 1950.

## Personnalités

Diagramme d'Edwards AFB

Edward Murphy, l'auteur de la loi de Murphy, travaillait aux essais sur cette base.
L'acteur et rappeur américain Donald Glover y est né (cette anecdote ajoute une pointe d'ironie du sort à son apparition dans le film Seul sur Mars, où il incarne un jeune spécialiste en astrodynamique, qui apporte une solution cruciale et inattendue au directeur de la NASA, sans même savoir qu'il se tenait précisément devant cet homme).

## Dans la culture
Le film Je reviens de l'enfer de Mervyn LeRoy sorti en 1956 a été en partie tourné à la base Edwards.
Dans Iron man, sorti en 2008, le lieutenant-colonel James Rhodes, alias War machine, travaille à la base Edwards et assiste à la chasse des F-22 de l'US Air Force contre l'armure d'Iron Man.
À la télévision, un épisode de Monk y a été tourné en partie : Monk et l'astronaute (saison 4, épisode 14).